# Gabriel Sanxis
Gabriel Sanxis o Gabriel Sanchez - (¿Saragossa? ¿?-Segovia 1505) fou un funcionari de la cort de Ferran el Catòlic, arribar a ser el tresorer del Rei i fou protector de Cristòfor Colom. A les corts de Barcelona del 1480 apareix amb el nom de Gabriel Sanchem generalis thesauraris.

## Família
Era d'una família de cristians conversos d'origen jueu-aragonès, família que ocupà llocs claus en la Tresoreria de la Corona. Gabriel Sanxis el 1481 arran la renuncia del seu germà assolí el lloc de tresorer general en la cort. Els seus germans van tramar l'assassinat de l'inquisidor Pedro Arbués i fugiren a Itàlia, per aquests fets la Inquisició va perseguir les principals famílies converses de la ciutat; els Santàngel de Lluís de Santàngel i els propis Sanxis entre ells.

## Correspondència
La correspondència que Cristòfol Colom li enviar, fa pensar que tenia un rol similar al de Lluis de Santàngel en la consecució de l'empresa portada per Colom. En la primera edició de la carta llatina de Colom apareix amb el nom de Raphaelem Sanxis, la segona com a Gabrielem Sanchis i en la tercera edició com a Gabriel Sanchez.

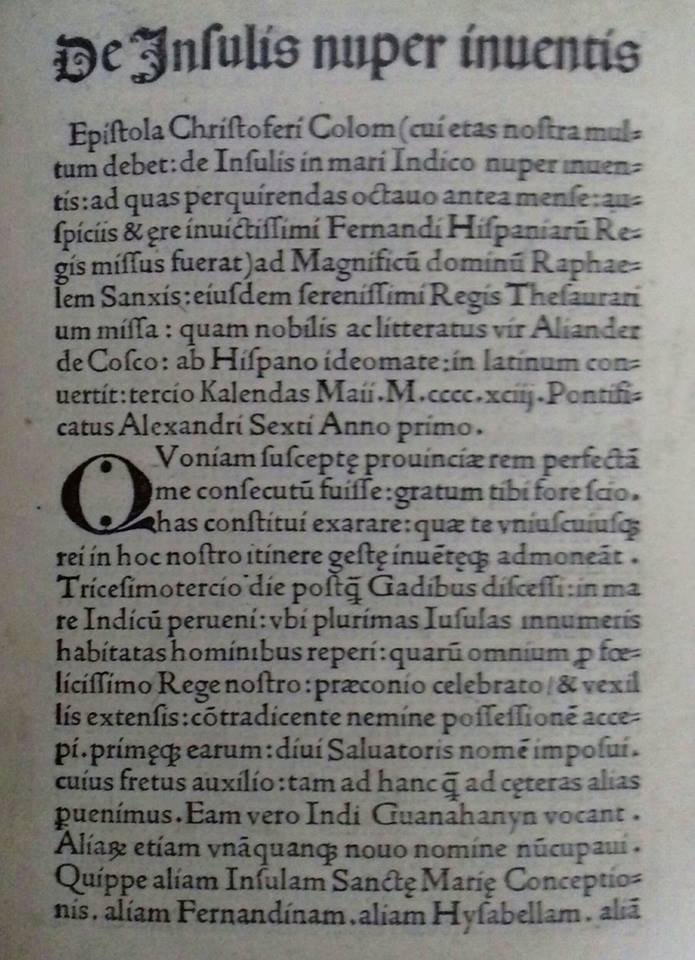